# Антолопово
Антолопово — деревня в Сергиево-Посадском районе Московской области, в составе муниципального образования Сельское поселение Шеметовское (до 29 ноября 2006 года входила в состав Шабурновского сельского округа).

## Население
| 2002 | 2006 | 2010 |
| ---- | ---- | ---- |
| 0    | ↗18  | ↘0   |

## География
Антолопово расположено примерно в 41 км (по шоссе) на северо-запад от Сергиева Посада, у истоков безымянного ручья бассейна реки Шибахты (левый приток Дубны), высота центра деревни над уровнем моря — 228 м.